# 1989 AE
1989 AE är en asteroid i huvudbältet, som upptäcktes den 3 januari 1989 av den japanske amatörastronomen Takuo Kojima i Chiyoda.
Asteroiden har en diameter på ungefär 4 kilometer.